# Chiesa della Beata Maria Vergine del Transito
La chiesa della Beata Maria Vergine del Transito detta anche semplicemente della Madonna del Transito ed nel corso del Settecento della Trapassione, è un edificio religioso di Favara.

## Storia
Secondo una tradizione del quarto decennio del Settecento fino alla metà dell'Ottocento fu la chiesa madre del paese. Poco si sa quando venne edificata. I vescovi di Agrigento durante le loro visite pastorali del 1608, 1647 e 1677, nella città, non hanno menzionato mai questa chiesa. È probabile quindi che l'edificazione risalga alla fine del Seicento e il successivo completamento agli inizi del secolo successivo, a ciò segue una ristrutturazione risalente attorno al 1730. A conferma di questo intervento, all'esterno della chiesa, nella parete orientale, ci sono ancora dell'intonaco settecentesco e una piccola cornice, dove è ancora visibile la data di fabbricazione. Di fattura settecentesca sono anche le finestre occluse che ancora oggi si notano nella stessa parete. Si sa per certo che nel 1733 la chiesa si trovava in rifabricazione, con finanziamenti che derivavano dai proventi di una conceria di pelle che gli abitanti avevano destinato alla stessa. La chiesa fu nuovamente ristrutturata nell'arco di tempo che va dal 1845 al 1853.

## Interno
La decorazione interna in stile neoclassico è fatta risalire all'Ottocento. All'interno della chiesa, nell'altare maggiore, vi è una statua della Madonna dell'Ascensione, opera dello scultore agrigentino Cagliola.